# 昂托納貢縣 (密西根州)
昂托納貢县（英語：Ontonagon County）是美国密西根上半島西部的一個縣，北臨苏必利尔湖，面積9,690平方公里（水面面積為6,293平方公里，即佔總面積64.95%）。根據2020年美國人口普查，共有人口5,816人。縣治昂托納貢（Ontonagon）。該縣成立於1843年3月9日，縣政府成立於1853年1月1日；縣名來自昂托納貢河，原來是一個意義不明的印第安語詞彙，可能是「碗」、「漁場」或「狩獵河」的意思。。